# Fittipaldi F7
O F7 é o modelo da Copersucar da temporada de 1980 da Fórmula 1. O chassi é derivado do Wolf WR7, construído no final da temporada 1979. Condutores: Emerson Fittipaldi e Keke Rosberg.
Com o F7 foi conquistado dois pódios: na GP da Argentina com Keke Rosberg e no Oeste dos Estados Unidos com Emerson Fittipaldi (último na carreira).

## Resultados[1]
(legenda)
|      |    |                      |   |    |                    |     |     |     |     |     |     |     |     |     |     |     |     |     |     |         |    |  |  |  |  |  |
|      |    |                      |   |    |                    | ARG | BRA | RSA | USW | BEL | MON | FRA | GBR | GER | AUT | NED | ITA | CAN | USE |         |    |  |  |  |  |  |
| 1980 | F7 | Ford Cosworth DFV V8 | G | 20 | Emerson Fittipaldi | NC  | 15  | 8   | 3   | Ret | 6   | Ret |     |     |     |     |     |     |     | 91 (11) | 8º |  |  |  |  |  |
| 1980 | F7 | Ford Cosworth DFV V8 | G | 21 | Keke Rosberg       | 3   | 9   | Ret | Ret | 7   | NQ  | Ret | NQ  |     |     |     |     |     |     | 91 (11) | 8º |  |  |  |  |  |

↑1  Utilizaram o F8 no GP da Grã-Bretanha até o Leste dos Estados Unidos marcando 2 pontos (11 no total).